# Agrostis hornungiana
Agrostis hornungiana é uma espécie de gramínea do gênero Agrostis, pertencente à família Poaceae.